# Episodi di In the Dark (seconda stagione)
La  seconda stagione della serie televisiva In the dark, composta da 13 episodi, è stata trasmessa in prima visione assoluta negli Stati Uniti d'America sul canale The CW dal 16 aprile al 9 luglio 2020.
In Italia la seconda stagione è stata trasmessa in prima visione assoluta su Rai 4 dal 13 settembre al 25 ottobre 2020.
| n° | Titolo originale                                | Titolo italiano                                       | Prima Tv USA   | Prima Tv Italia   |
| -- | ----------------------------------------------- | ----------------------------------------------------- | -------------- | ----------------- |
| 1  | All About the Benjamin                          | Questione di soldi                                    | 16 aprile 2020 | 13 settembre 2020 |
| 2  | Cross My Heart and Hope To Lie                  | Croce sul cuore riuscirò a mentire                    | 23 aprile 2020 | 13 settembre 2020 |
| 3  | Son of a Gun                                    | La pistola di mamma                                   | 30 aprile 2020 | 20 settembre 2020 |
| 4  | Deal Me In                                      | Fidati di me                                          | 7 maggio 2020  | 20 settembre 2020 |
| 5  | The Unusual Suspects                            | Gli insoliti sospetti                                 | 14 maggio 2020 | 27 settembre 2020 |
| 6  | The Truth Hurts                                 | La verità fa male                                     | 21 maggio 2020 | 27 settembre 2020 |
| 7  | The Straw That Broke the Camel's Back           | La goccia che fece traboccare il vaso                 | 28 maggio 2020 | 4 ottobre 2020    |
| 8  | Codependence Day                                | Un'amicizia devastante                                | 4 giugno 2020  | 4 ottobre 2020    |
| 9  | How to Succeed in Business Without Really Dying | Come avere successo negli affari senza morire davvero | 11 giugno 2020 | 11 ottobre 2020   |
| 10 | The Last Dance                                  | L'ultimo ballo                                        | 18 giugno 2020 | 18 ottobre 2020   |
| 11 | Bad People                                      | Persone cattive                                       | 25 giugno 2020 | 18 ottobre 2020   |
| 12 | Where Have You Ben?                             | Dove sei stato,Ben?                                   | 2 luglio 2020  | 25 ottobre 2020   |
| 13 | My Pride and Joy                                | Il mio orgoglio e la mia gioia                        | 9 luglio 2020  | 25 ottobre 2020   |

## Questione di soldi
- Titolo originale: Pilot
- Diretto da: Michael Showalter
- Scritto da: Corinne Kingsbury

### Trama
- Ascolti Italia: telespettatori 81.000 - share 0,40%[3]

## Croce sul cuore riuscirò a mentire
- Titolo originale: Mommy Issues
- Diretto da: Brian Dannelly
- Scritto da: Amy Turner

### Trama
- Ascolti Italia: telespettatori 97.000 - share 0,50%[3]

## La pistola di mamma
- Titolo originale: The Big Break
- Diretto da: Norman Buckley
- Scritto da: Lindsay Golder

### Trama
- Ascolti Italia: telespettatori 139.000 - share 0,70%[4]

## Fidati di me
- Titolo originale: The Graduate
- Diretto da: Patricia Cardoso
- Scritto da: Yael Zinkow

### Trama
- Ascolti Italia: telespettatori 133.000 - share 0,60%[4]

## Gli insoliti sospetti
- Titolo originale: The Feels
- Diretto da: Ingrid Jungermann
- Scritto da: Deagan Fryklind

### Trama
- Ascolti Italia: telespettatori 110.000 - share 0,50%[5]

## La verità fa male
- Titolo originale: Tyson
- Diretto da: Ryan McFaul
- Scritto da: David Babcock

### Trama
- Ascolti Italia: telespettatori 102.000 - share 0,40%[5]

## La goccia che fece traboccare il vaso
- Titolo originale: The One That Got Away
- Diretto da: Anna Mastro
- Scritto da: Ryan Knighton

### Trama
- Ascolti Italia: telespettatori 88.000 - share 0,40%[6]

## Un'amicizia devastante
- Titolo originale: Jessica Rabbit
- Diretto da: Kyra Sedgwick
- Scritto da: Eric Randall

### Trama
- Ascolti Italia: telespettatori 129.000 - share 0,50%[6]

## Come avere successo negli affari senza morire davvero
- Titolo originale: Deal or No Deal
- Diretto da: Steve Tsuchida
- Scritto da: Kara Brown

### Trama
- Ascolti Italia: telespettatori 123.000 - share 0,50%[7]

## L'ultimo ballo
- Titolo originale: Bait and Switch
- Diretto da: Randy Zisk
- Scritto da: Louisa Levy

### Trama
- Ascolti Italia: telespettatori 113.000 - share 0,50%[8]

## Persone cattive
- Titolo originale: I Woke Up Like This
- Diretto da: David Grossman
- Scritto da: Kara Brown

### Trama
- Ascolti Italia: telespettatori 132.000 - share 0,50%[8]

## Dove sei stato,Ben?
- Titolo originale: Rollin' with the Homies
- Diretto da: Janice Cooke
- Scritto da: Flint Wainess e Yael Zinkow

### Trama
- Ascolti Italia: telespettatori 99.000 - share 0,40%[9]

## Il mio orgoglio e la mia gioia
- Titolo originale: It's Always Been You
- Diretto da: Corinne Kingsbury
- Scritto da: Corinne Kingsbury

### Trama
- Ascolti Italia: telespettatori 136.000 - share 0,50%[9]